# Vladimír Kopanický
Vladimír Kopanický (* 16. července 1937 Rybany) je bývalý slovenský fotbalový útočník a mládežnický reprezentant Československa.

## Fotbalová kariéra
V československé lize hrál za Spartak Trnava, Duklu Pardubice, Jednotu Trenčín a Třinecké železárny, nastoupil ve 102 ligových utkáních a dal 29 gólů. Za juniorskou reprezentaci debutoval 31. srpna 1958 ve vítězném (3:2) libereckém utkání s juniory Sovětského svazu. Celkem nastoupil v 5 utkáních, 28. října 1959 vstřelil v Amsterdamu svůj jediný reprezentační gól nizozemské reprezentaci do 23 let při remíze 3:3. Za reprezentační B-tým nastoupil v 1 utkání 30. dubna 1960 ve Varšavě proti Polsku (1:1), branku nevstřelil.

## Ligová bilance
| Ročník                                   | Zápasy | Góly | Minuty | Klub                   |
| ---------------------------------------- | ------ | ---- | ------ | ---------------------- |
| 1. československá fotbalová liga 1956    | 11     | 1    | 990    | DŠO Spartak Trnava     |
| 2. československá fotbalová liga 1957/58 | –      | –    | –      | TJ Iskra Odeva Trenčín |
| 1. československá fotbalová liga 1958/59 | 25     | 8    | 2 209  | VTJ Dukla Pardubice    |
| 1. československá fotbalová liga 1959/60 | 5      | 2    | 374    | VTJ Dukla Pardubice    |
| 1. československá fotbalová liga 1960/61 | 26     | 9    | 2 295  | TJ Jednota Trenčín     |
| 2. československá fotbalová liga 1961/62 | –      | –    | –      | TJ Jednota Trenčín     |
| 1. československá fotbalová liga 1962/63 | 13     | 5    | 845    | TJ Jednota Trenčín     |
| 1. československá fotbalová liga 1963/64 | 9      | 1    | 641    | TJ Jednota Trenčín     |
| 1. československá fotbalová liga 1963/64 | 13     | 3    | 1 170  | TJ TŽ Třinec           |
| CELKEM 1. LIGA                           | 102    | 29   | 8 524  |                        |